# Naufrágio do U-864

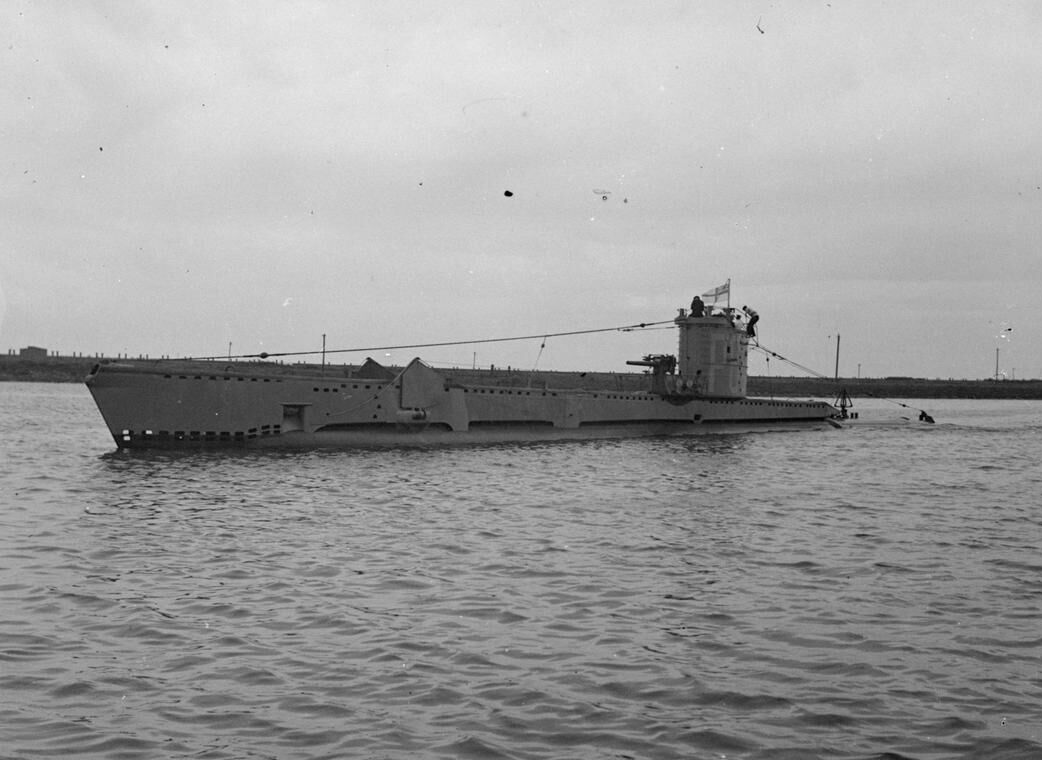
HMS Venturer em agosto de 1943

O submarino alemão U-boat U-864 foi atacado e afundado em 9 de fevereiro de 1945 pelo HMS Venturer, um submarino da Classe V da Royal Navy. O Venturer estava patrulhando as águas ao redor da Ilha Fedje, na costa da Noruega no Mar do Norte. O afundamento permanece o único incidente na história da guerra naval em que um submarino afundou outro enquanto ambos estavam submersos.

## Antecedentes

### HMSVenturer

Shadowgraph de um submarino britânico da Classe V

HMS Venturer era um submarino da Classe V, maior do que a anterior Classe U, com uma proa mais inclinada. A embarcação foi iniciada em 25 de agosto de 1942 pelos estaleiros Vickers Armstrong em Barrow-in-Furness, lançada em 4 de maio de 1943 e comissionada em 19 de agosto de 1943. O submarino tinha uma tripulação de 37 homens, incluindo o capitão, tenente Jimmy Launders, e atingia velocidade máxima de 13 kn (24 km/h; 15 mph) na superfície. Era armado com quatro tubos de torpedo de 21 polegadas, contando com quatro recargas, além de um canhão de 3 polegadas e três metralhadoras.

### U-864

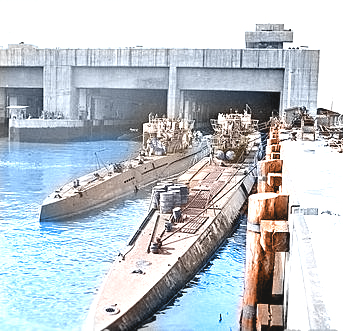
Vista traseira de um submarino tipo IX em Trondheim, ao lado de um menor tipo VII

O U-864 era um Type IX U-boat (sob comando do Korvettenkapitän Ralf-Reimar Wolfram) em uma missão secreta, a Operação Caesar, para o Império do Japão. Em 6 de fevereiro de 1945, o U-864 passou pela área de Fedje na costa da Noruega sem ser detectado, mas um dos motores apresentava falhas (misfiring). Em 1986, G. P. Jones sugeriu que o ruído provavelmente vinha de “maquinário barulhento”. Em 2013, Preisler e Sewell escreveram que um compressor de ar (supercharger?) talvez estivesse mal instalado ou desgastado, provocando falhas de ignição com “vibrações altas e irregulares”. Havia muitas embarcações, submarinos e aeronaves Aliados (principalmente britânicos) na região, em patrulhas antissubmarino. Wolfram decidiu retornar aos abrigos em Bergen para reparar o motor.

## Prelúdio
Os britânicos estavam decodificando as mensagens cifradas alemãs da máquina Enigma e a Royal Navy temia que a carga secreta pudesse permitir que os japoneses prolongassem a Guerra do Pacífico. Ao tomar conhecimento da operação por meio das decifrações Enigma, o Venturer, que se encontrava na área, recebeu ordens de destruir o U-864. O Almirantado enviou uma mensagem ao Venturer:
Os submarinos secretos provavelmente usam as seguintes rotas: de 60 ° 40 'Norte, 004 ° 26' Leste, Curso 110 ° r / v ao largo de Hellisoy 1. Provável que os submarinos prossigam para o mar ao largo de r / v

## Ação
Enquanto o Venturer continuava sua patrulha ao redor de Fedje, às 9h32 o operador de ASDIC notou um fraco Hydrophone Effect (HE) que sumiu e depois retornou quarenta minutos mais tarde, um pouco mais forte. Após mais quarenta minutos de busca, foi avistado um mastro fino; para não revelar sua própria posição, o Venturer continuou a usar o HE, o que significava estimar tanto a distância do periscópio visualmente quanto pelo operador de ASDIC, baseado na intensidade do HE. Launders acompanhou o curso do submarino alemão pelo hidrofone e, conforme os dados surgiam, notou que o U-boat estava ziguezagueando. Isso, em teoria, deixaria o submarino alemão seguro, conforme as suposições da época.
Launders monitorou o U-864 por cerca de três horas, mas este não emergiu; ele tinha de decidir se atacava antes que as baterias do submarino britânico se descarregassem. Era teoricamente possível calcular uma solução de tiro para tempo, distância, direção e profundidade do alvo, mas isso nunca havia sido tentado, pois se supunha que realizar tais cálculos complexos seria inviável. Além disso, havia fatores desconhecidos que precisavam ser estimados. Na maioria dos ataques de torpedo, o alvo podia ser visto; a partir do ângulo relativo e do rumo do alvo, bem como do uso de um telemêtro no periscópio para estabelecer a distância, derivava-se a velocidade do inimigo. Então, um computador mecânico básico corrigia o ponto de mira do torpedo e a profundidade era ajustada conforme a identificação do alvo. Se muito profunda, a arma passaria sob o alvo; se muito rasa (neste caso), erraria por cima. Launders só podia estimar a profundidade do alvo enquanto tentava manobrar para uma posição de disparo, sem se revelar com ruídos excessivos ou esgotar as baterias.
Launders realizou os cálculos e estimou as possíveis manobras defensivas do U-864, ordenando o disparo de seus quatro tubos de torpedo frontais e mergulhando em seguida para evitar uma retaliação. Os torpedos foram lançados com um intervalo de 17,5 segundos entre cada par e configurados para diferentes profundidades. O U-864 tentou evadir assim que percebeu a aproximação dos torpedos, mas faltava manobrabilidade durante mergulhos e curvas; era necessário recolher o snorkel, desligar o motor diesel e acionar os motores elétricos. Os três primeiros torpedos foram desviados, mas o U-864 acabou entrando na rota do quarto e foi atingido, explodindo, partindo-se em dois e afundando com toda a tripulação, repousando no fundo do mar a cerca de 490 ft (150 m) de profundidade.

## Consequências
O U-864 afundou a 31 nmi (36 mi; 57 km) dos abrigos para U-boats em Bergen. Launders recebeu uma barra em sua DSO e vários membros de sua tripulação foram condecorados. A ação foi o único confronto naval já travado inteiramente sob a água.